# Seán Flanagan
Seán Flanagan (irisch Seán Ó Flannagáin, * 26. Januar 1922 in Ballyhaunis, County Mayo; † 5. Februar 1993) war ein irischer Politiker der Fianna Fáil.

## Biografie
Nach dem Schulbesuch studierte er Rechtswissenschaft und war nach Beendigung des Studiums als Solicitor tätig. Seine nationale politische Laufbahn begann er als Kandidat der Fianna Fáil 1951 mit der erstmaligen Wahl zum Abgeordneten (Teachta Dála) des Unterhauses (Dáil Éireann), in dem er nach sechs darauffolgenden Wiederwahlen bis 1969 die Interessen des Wahlkreises Mayo South und danach bis 1977 von Mayo East vertrat.
Im April 1965 wurde er zunächst von Premierminister (Taoiseach) Seán Lemass zum parlamentarischen Sekretär beim Industrie- und Handelsminister berufen und übernahm damit sein erstes Regierungsamt.
Nach dem Amtsantritt von Lemass’ Nachfolger Jack Lynch wurde er von diesem am 13. Juli 1966 zum Gesundheitsminister berufen. Nach einer Regierungsumbildung war er anschließend vom 2. Juli 1969 bis zum Ende von Lynchs Amtszeit am 2. Juli 1973 Minister für Ländereien.
Nachdem er bei den Unterhauswahlen 1977 eine Niederlage erlitt, schied er aus dem Unterhaus aus und zog sich zunächst aus der aktiven Politik zurück. Allerdings wurde er 1979 zum Mitglied des 1. Europäischen Parlamentes gewählt und gehörte dem Europäischen Parlament auch in der zweiten Wahlperiode bis 1989 an.